# Rocky V
Rocky V är en amerikansk film som hade biopremiär i USA den 16 november 1990 med Sylvester Stallone som Rocky Balboa i huvudrollen.

## Handling
Filmen inleds med att Paulie har slarvat bort större delen av Rockys förmögenhet vilket gör att familjen Balboa återigen får det sämre ekonomiskt ställt. 
Efter matchen mot Ivan Drago i Rocky IV har boxaren Rocky fått hjärnskador och kan inte boxas. Istället hittar han en ung boxningstalang vid namn Tommy Gunn (spelad av Tommy Morrison) och börjar träna honom i stället. 
Rocky blir helt engagerad i träningen av Tommy vilket går ut över relationen mellan Rocky och hans son. Allt fortlöper dock tills den välbärgade boxningsmanagern George Washington Duke manipulerar Tommy Gunn att istället gå med i hans stall och lämna Rocky. Mannen börjar träna honom och han blir så småningom världsmästare i tungvikt. Rocky blir besviken men lyckas sedermera återfå kontakten med sin son och följer istället Gunns karriär på håll.
Tommy får smeknamnet "Tommy the Machine Gunn". Han vinner alla matcher men kritikerna hånar Gunn och hävdar att han inte är en äkta champion på grund av att han endast möter mediokra motståndare. Boxningspubliken menar att han aldrig skulle kunna besegra Rocky Balboa, vilken publiken anser hade både hjärta och själ med i sin boxning och därmed är den riktige mästaren. Tommy Gunn blir rasande över alltjämt stå i skuggan av Rocky och går därför ut i medierna och utmanar denne att möta honom i en match. 
Rocky nonchalerar till en början inbjudan men blir slutligen indragen i ett gatuslagsmål med Tommy Gunn då denne provocerar och hotar Rocky inne på hans lokala pub. Efter en jämn fight slår Rocky till slut knockout på Gunn som därmed får sin karriär ödelagd.

## Om filmen
Rocky V regisserades av John G. Avildsen som även regisserade den första Rocky.
Filmen nominerades till hela 7 Golden Raspberry Awards, bland annat för sämsta film.

## Rollista (urval)
| Sylvester Stallone | – Rocky Balboa           |
| Talia Shire        | – Adrian                 |
| Burt Young         | – Paulie                 |
| Sage Stallone      | – Rocky Balboa Jr.       |
| Tommy Morrison     | – Tommy 'Machine' Gunn   |
| Burgess Meredith   | – Mickey Goldmill        |
| Richard Gant       | – George Washington Duke |
| Kevin Connolly     | – Chickie                |
| Lou Filippo        | – domare                 |

### Fotnoter
1. ↑  ”Rocky IV” (på engelska). Box Office Mojo. 16 november 1990. http://www.boxofficemojo.com/movies/?id=rocky5.htm. Läst 5 september 2016.